# Kozje
Kozje est une commune du sud de la Slovénie située dans la région de la Basse-Styrie à la frontière avec la Croatie.

## Géographie
89 % du territoire de la commune est situé à l'intérieur du parc naturel de Kozjansko. Le reste du parc s'étend également sur les communes voisines de Brežice, Krško, Podčetrtek et Bistrica ob Sotli. Ce parc est traversé par la rivière Sotla qui appartient au bassin hydrographique du Danube. La région, légèrement vallonnée, est située à la limite nord des Alpes dinariques et à la limite sud de la plaine de Pannonie.

### Villages
La commune est composée des villages de Bistrica, Drensko Rebro, Gorjane, Gubno, Klake, Kozje, Ortnice, Osredek pri Podsredi, Podsreda, Poklek pri Podsredi, Topolovo, Veternik, Vojsko, Vrenska gorca, Zagorje et Zdole.

## Démographie
Entre 1999 et 2021, la population de la commune de Kozje est restée relativement stable avec un peu plus de 3 000 habitants,.
Évolution démographique
| 1999  | 2000  | 2001  | 2002  | 2003  | 2004  | 2005  | 2006  | 2007  |
| ----- | ----- | ----- | ----- | ----- | ----- | ----- | ----- | ----- |
| 3 464 | 3 478 | 3 453 | 3 451 | 3 395 | 3 378 | 3 346 | 3 343 | 3 347 |
| 2008  | 2009  | 2010  | 2011  | 2012  | 2013  | 2014  | 2015  | 2016  |
| 3 341 | 3 245 | 3 246 | 3 242 | 3 216 | 3 177 | 3 114 | 3 095 | 3 092 |
| 2017  | 2018  | 2019  | 2020  | 2021  |       |       |       |       |
| 3 077 | 3 054 | 3 037 | 2 989 | 3 030 |       |       |       |       |